# Żarkowskij (stacja kolejowa)
Żarkowskij (ros. Жарковский) – stacja kolejowa w miejscowości Żarkowskij, w rejonie żarkowskim, w obwodzie twerskim, w Rosji. Stacja końcowa linii Ziemcy - Żarkowskij.

## Historia
Stacja powstała w okresie międzywojennym wśród lasów bagiennych, w słabo zaludnionej okolicy. Później wokół stacji rozwinęło się osiedle typu miejskiego Żarkowskij. Początkowo była stacją przelotową, później została stacją krańcową, do której wjazd możliwy był tylko od strony Ziemców (północnej), mimo iż linia biegła dalej do Smoleńska (linia na południe od Żarkowskija została zlikwidowana po 2000).